# لوري كولير
لوري كولير (بالإنجليزية: Laurie Collyer)‏ هي منتجة أفلام وكاتبة سيناريو ومخرجة أمريكية، ولدت في 1967 في مونتاينسيدي في الولايات المتحدة.

## وصلات خارجية
- لوري كولير على موقع IMDb (الإنجليزية)
- لوري كولير على موقع ألو سيني (الفرنسية)
- لوري كولير على موقع أول موفي (الإنجليزية)
- لوري كولير على موقع قاعدة بيانات الأفلام السويدية (السويدية)
- لوري كولير على موقع قاعدة بيانات الفيلم (الإنجليزية)
- لوري كولير على موقع كينوبويسك (الروسية)